# 1943 a légi közlekedésben
Ez a lista az 1943-as év légi közlekedéssel kapcsolatos eseményeit tartalmazza.

## Első felszállások

### Március
- március 5. - Gloster Meteor - Az első brit sugárhajtóműves vadászrepülőgép